# Oligosita subfasciatipennis
Oligosita subfasciatipennis är en stekelart som först beskrevs av Girault 1911.  Oligosita subfasciatipennis ingår i släktet Oligosita och familjen hårstrimsteklar. Inga underarter finns listade i Catalogue of Life.